# لايف آفتر بيبول (مسلسل)
لايف آفتر بيبول (بالإنجليزية: Life After People)‏ هو مسلسل تلفزيوني بعنوان حياة ما بعد البشر حيث يتكهن فيه العلماء والمهندسون الميكانيكيون وغيرهم من الخبراء بما سيؤول إليه كوكب الأرض إن اختفت البشرية فورًا. يتحدث الخبراء البارزون أيضًا عن تأثير غياب الإنسان على البيئة وبقايا الحضارة التي تركها وراءه. سبق المسلسلَ عرضٌ خاص مدته ساعتان بُثّ في 21 يناير عام 2008 على قناة التاريخ التلفزيونية (هيستوري)، وهو يُعد حلقة تجريبية فعلية للمسلسل الذي عُرض لأول مرة في 21 أبريل عام 2009. روى جيمس لوري كلًا من الفيلم الوثائقي والمسلسل اللاحق.
بدأ بث المسلسل على قناة فايسلند التلفزيونية.

## الشكل
لا يتكهن البرنامج بالطريقة التي قد يختفي بها البشر، بل ينص فقط على اختفائهم الذي يحدث فجأة، تاركين كل شيء وراءهم، بما في ذلك الحيوانات الأليفة المنزلية والماشية التي يتعين عليها الدفاع عن نفسها. تعتمد التجربة الفكرية على النتائج الموثقة للإزالة المفاجئة للإنسان من منطقة جغرافية، والنتائج التي تحدث عندما يتوقف الناس عن صيانة المباني والبنية التحتية الحضرية. تبدأ رواية لوري بالمقدمة:
«ماذا سيحدث إذا اختفى كل إنسان على وجه الأرض؟ هذه ليست قصة عن الطريقة التي قد نختفي بها.. إنها قصة حول ما سيحدث للعالم الذي نتركه وراءنا»
تعرض حلقات المسلسل أمثلة عن التحلل الحضري والحيوي. يكون التركيز على مواقع محددة مثل ناطحات السحاب، والأيقونات الدينية، والجسور والسدود، والمباني الحكومية، ومصير بعض الأشياء ذات الصلة مثل القطع الأثرية، والوثائق، والجثث البشرية، بالإضافة إلى مصير بعض أنواع النباتات والحيوانات. تحتوي كل حلقة أيضًا على مقطع يدرس فيه الخبراء المواقع الحقيقية التي هجرها البشر، بما في ذلك مدن الأشباح وغيرها من مواقع التدهور، حيث تسبّبت بالتدهور أحداثٌ مشابهة لتلك الموضحة في الحلقة. رغم أن هذا المسلسل يتكهن بمصير المعالم البارزة في جميع أنحاء العالم، فالتركيز الرئيسي يكون على الحالات التي قد تحدث في مواقع من الولايات المتحدة.
تُعرض الأحداث المختلفة التي قد تقع بعد اختفاء البشر فجأة باستخدام الصور المنشأة بالحاسوب. يبدأ الجدول الزمني للأحداث المتوقعة بعد يوم واحد تقريبًا من اختفاء الجنس البشري ويمتد حتى مئة مليون سنة في المستقبل (يوم واحد، أسبوع واحد، سنة واحدة، 10 سنوات، 15 سنة، 25 سنة، 50 سنة، 100 سنة، 200 سنة، إلى آخره).

## روابط خارجية
- لايف آفتر بيبول على موقع IMDb (الإنجليزية)
- لايف آفتر بيبول على موقع روتن توميتوز (الإنجليزية)
- لايف آفتر بيبول على موقع Turner Classic Movies (الإنجليزية)
- لايف آفتر بيبول على موقع أول موفي (الإنجليزية)
- لايف آفتر بيبول على موقع فيلمافينيتي (الإسبانية)
- لايف آفتر بيبول على موقع قاعدة بيانات الفيلم (الإنجليزية)
- لايف آفتر بيبول على موقع ليتربوكسد (الإنجليزية)
- لايف آفتر بيبول على موقع كينوبويسك (الروسية)
- لايف آفتر بيبول على موقع قاعدة بيانات الفيلم (الإنجليزية)